# Europejska Nagroda Muzyczna MTV dla najlepszego greckiego wykonawcy
Europejska Nagroda Muzyczna MTV dla najlepszego greckiego wykonawcy – nagroda przyznawana przez grecką i cypryjską redakcję MTV podczas corocznego rozdania MTV Europe Music Awards. Nagrodę dla najlepszego greckiego wykonawcy po raz pierwszy przyznano w 2008 roku. O zwycięstwie decydują widzowie za pomocą głosowania internetowego i telefonicznego (SMS-owego).

## Greccy laureaci i nominowani do nagrody MTV
| Rok  | Laureat                      | Nominowani                                                                     | Źródło      |
| ---- | ---------------------------- | ------------------------------------------------------------------------------ | ----------- |
| 2008 | Stereo Mike                  | - Cyanna - Matisse - Michalis Chadzijanis - Stavento                           |             |
| 2009 | Elena Paparizou              | - Monika - Matisse - Onirama - Professional Sinnerz                            | [ 1 ] [ 2 ] |
| 2010 | Sakis Ruwas                  | - Μelisses - Myron Stratis - Stavento (feat. Iwi Adamu) - Vegas                | [ 3 ]       |
| 2011 | Mark F. Angelo (feat. Shaya) | - Κokkina Xalia - Melisses - Onirama - Panos Muzurakis i Kostis Marawejas      | [ 4 ]       |
| 2012 | Vegas                        | - Claydee - Goin’ Through - Melisses - Nikki Ponte                             |             |
| 2013 | Demy                         | - Goin’ Through - Michalis Chadzijanis i Midenistis - Pink Noisy - Sakis Ruwas |             |
| 2014 | Vegas                        | - Despina Vandi - Kostas Martakis - Tanos Petrelis - Demy                      | [ 5 ]       |
| 2015 | Jorgos Mazonakis             | - Despina Vandi - R.E.C. - Giorgos Sabanis - Stavento                          | [ 6 ]       |